# قاعدة كريت البحرية
قاعدة كريت البحرية هي قاعدة بحرية رئيسية للبحرية اليونانية وحلف شمال الأطلسي في خليج سودا في جزيرة كريت، اليونان. تعتبر أكبر وأهم قاعدة بحرية لحلف شمال الأطلسي في منطة شرق البحر المتوسط.